# Павел Дибенко
Павел Јефимович Дибенко или Павло Дибенко (укр. Дибенко Павло Юхимович, рус. Павел Ефимович Дыбенко, укр. Павло Дибенко; 16/28. фебруар 1889. у Људкову, Черниговска губернија, Руска Империја, данас Новозипков, Брјанска област — 29. јул 1938. у Москви) био је руски револуционар, совјетски морнарички официр и члан прве совјетске владе у Совјету народних комесара (СОВНАРКОМ).